# Liste der Einträge im National Register of Historic Places im Putnam County (Tennessee)
Diese Liste der Einträge im National Register of Historic Places im Putnam County (Tennessee) enthält alle im Putnam County, Tennessee in das National Register of Historic Places eingetragenen Gebäude, Bauwerke, Objekte, Stätten oder historischen Distrikte.
Diese Liste entspricht dem Bearbeitungsstand des National Park Service/National Register of Historic Places vom 4. Oktober 2024.

## Legende
| NRHP | Historic Place             |
| HD   | National Historic District |

## Aktuelle Einträge
| [ 2 ] | Name                                      | Bild                                      | Eintragsdatum                  | Lage                                                                                 | Ort            | Beschreibung |
| ----- | ----------------------------------------- | ----------------------------------------- | ------------------------------ | ------------------------------------------------------------------------------------ | -------------- | ------------ |
| 1     | Algood Methodist Church                   | Algood Methodist Church                   | 15. Nov. 1979 ID-Nr. 79002454  | 158 Wall Street 36° 11′ 37″ N, 85° 26′ 57″ W                                         | Algood         |              |
| 2     | The Arcade                                | The Arcade                                | 17. Apr. 1979 ID-Nr. 79002455  | 7-13 S. Jefferson Ave. 36° 9′ 45″ N, 85° 30′ 1″ W                                    | Cookeville     |              |
| 3     | Broad Street Church of Christ             | Broad Street Church of Christ             | 1. Feb. 2002 ID-Nr. 01001567   | 157 E. Broad St. 36° 9′ 47,9″ N, 85° 30′ 57″ W                                       | Cookeville     |              |
| 4     | Buffalo Valley School                     | Buffalo Valley School                     | 5. Juli 2006 ID-Nr. 06000548   | 2717 Buffalo Valley School Rd. 36° 8′ 35,8″ N, 85° 46′ 57″ W                         | Buffalo Valley |              |
| 5     | Burgess Falls Hydroelectric Station       | Burgess Falls Hydroelectric Station       | 5. Juli 1990 ID-Nr. 90001006   | Tennessee State Route 135, am Falling Water River 36° 2′ 42″ N, 85° 35′ 52″ W        | Cookeville     |              |
| 6     | Cookeville Railroad Depot                 | weitere Bilder                            | 7. Nov. 1985 ID-Nr. 85002773   | Broad und Cedar Sts. 36° 9′ 51″ N, 85° 30′ 30″ W                                     | Cookeville     |              |
| 7     | Cowen Farmstead                           | Cowen Farmstead                           | 25. März 2005 ID-Nr. 05000205  | 2671 Little Indian Creek Road 36° 12′ 51,8″ N, 85° 44′ 8″ W                          | Buffalo Valley |              |
| 8     | First Presbyterian Church                 | First Presbyterian Church                 | 27. Dez. 2010 ID-Nr. 10001060  | 20 N. Dixie Avenue 36° 9′ 48″ N, 85° 30′ 7,9″ W                                      | Cookeville     |              |
| 9     | Harding Studio                            | Harding Studio                            | 21. Apr. 1992 ID-Nr. 92000355  | 43 W. Broad Street 36° 9′ 51″ N, 85° 30′ 26″ W                                       | Cookeville     |              |
| 10    | Henderson Hall                            | Henderson Hall                            | 7. Nov. 1985 ID-Nr. 85002754   | Tennessee Technological University, an der Dixie Avenue 36° 10′ 30″ N, 85° 30′ 18″ W | Cookeville     |              |
| 11    | John’s Place                              | John’s Place                              | 15. März 2011 ID-Nr. 11000085  | 11 Gibson Avenue 36° 10′ 3″ N, 85° 30′ 18″ W                                         | Cookeville     |              |
| 12    | The Science Building                      | The Science Building                      | 10. Apr. 2017 ID-Nr. 100000858 | 1 William L. Jones Drive 36° 10′ 27″ N, 85° 30′ 17,3″ W                              | Cookeville     |              |
| 13    | United States Post Office and Court House | United States Post Office and Court House | 16. Dez. 2014 ID-Nr. 14001053  | 9 E. Broad Street 36° 9′ 48,6″ N, 85° 30′ 21,6″ W                                    | Cookeville     |              |
| 14    | West End Church of Christ Silver Point    | weitere Bilder                            | 13. Dez. 2007 ID-Nr. 07001270  | 14360 Center Hill Dam Road 36° 5′ 26″ N, 85° 44′ 26″ W                               | Silver Point   |              |
| 15    | White Plains                              | weitere Bilder                            | 11. Aug. 2009 ID-Nr. 09000538  | 2700 Old Walton Rd. 36° 10′ 39,5″ N, 85° 27′ 0,9″ W                                  | Cookeville     |              |